# Bio-equivalentie
De term bio-equivalentie is een term die gebruikt wordt wanneer twee geneesmiddelen met dezelfde werkzame stof (farmacon) worden vergeleken. Twee middelen die bio-equivalent zijn, hebben een sterk vergelijkbare farmacologische, immunologische of metabolische werking, werkingsduur en geven vergelijkbare risico's op bijwerkingen. Om bio-equivalentie aan te tonen, wordt niet het geneesmiddel zelf onderzocht (qua gehalte en samenstelling), maar worden beide geneesmiddelen aan vrijwilligers of patiënten gegeven. Na inname of toediening worden gedurende langere tijd bloedmonsters afgenomen, waarin het gehalte van het farmacon wordt bepaald. De duur van het onderzoek wordt afgestemd op de snelheid van uitscheiding of metabolisme van het betreffende farmacon: er worden monsters afgenomen zolang het farmacon in het lichaam blijft, om zowel de opname als de afbraak/uitscheiding van het farmacon te kunnen vergelijken. De aanname is dat als de bloedspiegels vergelijkbaar zijn voor beide geneesmiddelen, dat de effecten dan ook vergelijkbaar zijn: de vergeleken geneesmiddelen zijn bio-equivalent.

## Generieke geneesmiddelen
Gewoonlijk wordt bio-equivalentieonderzoek uitgevoerd als het octrooi op een geneesmiddel verloopt: de merkloze varianten moeten bio-equivalent zijn aan het originele geneesmiddel. Men gaat daarom vaak uit van dezelfde zoutvorm (bijvoorbeeld atropinesulfaat in plaats van atropine) en probeert vaak ook dezelfde hulpstoffen te gebruiken om een vergelijkbare afgifte uit de toedieningsvorm te verkrijgen. De registratie van bio-equivalente geneesmiddelen is eenvoudiger dan de registratie van niet-bio-equivalente geneesmiddelen, omdat de laatste als nieuw geneesmiddel worden gezien en er daarom een volledig registratietraject voor nodig is.

## Toelaatbare verschillen
Het is onmogelijk om exact hetzelfde geneesmiddel met dezelfde hulpstoffen in dezelfde verhoudingen te maken, omdat de exacte samenstelling van het specialité een bedrijfsgeheim is. Daarom wordt een kleine afwijking (de maximale bloedspiegel Cmax en de AUC mogen 80-125% zijn van die na het gebruik van het origineel) als toelaatbaar gezien. Bij geneesmiddelen met een nauwe therapeutische breedte (het verschil tussen de effectieve concentratie in het bloed en de concentratie waarbij bijwerkingen ontstaan) kan dit toegestane verschil wel leiden tot merkbare verschillen in het effect bij gebruik door patiënten.

## Uitvoering
Bij een bio-equivalentieonderzoek wordt vaak gebruik gemaakt van een cross-overonderzoek: de vrijwilligers of patiënten gebruiken eerst het ene geneesmiddel, waarna een wash-outperiode volgt (een pauze van een paar weken, om er zeker van te zijn dat het eerste gebruik het tweede niet zal beïnvloeden) en gebruiken daarna het andere geneesmiddel. De dosis is meestal hetzelfde, om de bloedspiegels te kunnen vergelijken. Allerlei farmacokinetische parameters worden gemeten om ADME (absorptie, distributie, metabolisme en excretie) te kunnen vergelijken. Om de kans op verschillen zo klein mogelijk te maken, gaat men meestal uit van mannelijke gezonde vrijwilligers (de menstruatiecyclus van vrouwen kan verschillen veroorzaken die niet door de verschillende geneesmiddelen veroorzaakt worden), met een vergelijkbare leeftijd (meestal 18-50 jaar), van vergelijkbare lengte en gewicht. Bij patiënten zou in sommige gevallen het ziekteproces ook van invloed op de farmacokinetiek kunnen zijn, waardoor extra variatie in de resultaten te zien zou zijn. Bij sommige sterk werkende geneesmiddelen zijn de bijwerkingen te belastend en/of de veiligheidsrisico's te groot om het onderzoek bij vrijwilligers uit te voeren.
De minimale groepsgrootte is 12 vrijwilligers, maar meestal wordt meer vrijwilligers gevraagd deel te nemen om kleine variaties op te vangen en ook omdat het volgens de Verklaring van Helsinki voor vrijwilligers te allen tijde mogelijk is om uit het onderzoek te stappen. Enige uitval is daardoor niet te voorkomen.